# Hangar 13
Hangar 13 is een Amerikaans computerspelontwikkelaar gevestigd in Novato, Californië. Het bedrijf werd in 2014 opgericht door Take-Two Interactive, als subdivisie van 2K Games. In 2017 werd bekend dat 2K Czech volledig was gefuseerd met Hangar 13. Een jaar daarna ontsloeg 2K Games een groot deel van de werknemers van het bedrijf.
Heden heeft Hangar 13 naast de studio in Novato, ook subdivisies in Praag, Brno en Brighton.

## Ontwikkelde spellen
| Release | Titel     | Platform                               |
| ------- | --------- | -------------------------------------- |
| 2016    | Mafia III | OS X, PlayStation 4, Windows, Xbox One |